# Jardín botánico Nacional de Viña del Mar
El Jardín Botánico Nacional es un jardín botánico de 395 ha, ubicado en Viña del Mar. Contiene cerros de matorral y bosque esclerófilo. Dentro de su superficie hay 32 ha correspondientes al antiguo parque El Salitre, construido por Pascual Baburizza. Los incendios forestales sufridos en 2024, afectaron aproximadamente un 90 % del área del jardín.
Es miembro del BGCI y presenta trabajos para la Agenda Internacional para la Conservación en los Jardines Botánicos. Su código de reconocimiento internacional como institución botánica, así como las siglas de su herbario, es VINAD.

## Historia
En 1918 el empresario Pascual Baburizza adquirió el fundo El Olivar, donde inició la creación de un jardín diseñado por Georges Dubois. En 1931 donó el fundo a la Compañía de Salitres de Chile, entidad que fue reemplazada por la Corporación de Ventas de Salitre y Yodo de Chile, que lo destinó al uso de espacios al público y a la experimentación de fertilizantes en plantas; debido a esto el jardín tomó el nombre de Parque El Salitre.
En 1951 la institución salitrera traspasó el recinto al Estado de Chile, que lo renombró como Jardín Botánico Nacional, y lo convirtió en un campo de experimentación agrícola bajo la administración del Consejo de Fomento e Investigación Agrícola, organismo antecesor del Instituto de Desarrollo Agropecuario. Esta institución traspasó el cuidado del jardín a la Corporación Nacional Forestal.
Con el objetivo de darle mayor autonomía, mejorar la operatividad y ampliar las formas de financiamiento, al desligar la administración de instituciones del Ministerio de Agricultura, desde 1992 la Fundación Jardín Botánico Nacional administra el recinto.
Como resultado de los incendios forestales que afectaron a diversas regiones de Chile en febrero de 2024, el jardín fue destruido en un 90 % de su superficie, siendo afectados los lotes A, B y C de este. Se encontraron también 4 personas fallecidas, siendo estas una empleada del recinto encargada del área de horticultura y tres familiares que se hallaban en su hogar al interior del jardín.

## Colecciones
En total, el JBN cultivaba 779 especies de plantas chilenas nativas, varias de las cuales se encuentran en estado de conservación amenazado.
Casi la totalidad de estas especies fueron consumidas durante los incendios forestales de 2024.
Entre sus colecciones se destacaban:
- Cactario, con cactus chilenos y centroamericanos, 680 ejemplares de 90 taxones, por ejemplo: Copiapoa ssp., Browningia candelaris, Haageocereus fascicularis y Corryocactus brevistylus.
- Colección de plantas del archipiélago de Juan Fernández con 710 ejemplares de 53 taxones endémicos.
- Colección de plantas del bosque esclerófilo de la zona central, 143 ejemplares de 49 taxones.
- Parque de plantas exóticas constituido por 2317 plantas de 285 taxones exóticos procedentes de Europa y Asia.
- Colección de plantas medicinales.
- Colección de Sophora toromiro, especie extinta de su hábitat natural, la isla de Pascua, solo sobreviven individuos en jardines botánicos y algunas residencias particulares. El Jardín Botánico poseía 149 individuos de dos generaciones de toromiro y otras tres especies de isla de Pascua.
- Geofitarium, colección de 5140 individuos de 59 especies de plantas geófitas (aquellas que poseen bulbos o rizomas como órganos de acumulación de nutrientes y regeneración).
- Colección de Myrtaceas del centro y sur de Chile, más de 17 taxones (no abierta al público).
- Colección de plantas del sur de Chile, llamado también «Jardín Secreto», 306 individuos de 86 especies. No abierta al público.
- Colección de Tarasa umbellata (Malvaceae), más de 80 individuos de esta especie endémica en peligro crítico de extinción.

## Actividades y servicios
- Trabajos sobre la nutrición de las plantas.
- Trabajos de exploración.
- Programa de educación ambiental mediante el cual se impartían cursos al aire libre a niños de educación básica entre los meses de marzo y diciembre.
- Visitas guiadas a grupos especializados.
- Instalaciones de pícnic de uso gratuito.
- Sendero de interpretación ambiental, caminos, prados, estero natural, pequeñas cascadas, puente japonés.
- Laguna artificial con una antigua glorieta para aliviar el agua mediante compuertas interiores, que conformaba el hábitat de 50 especies de aves, algunas de ellas difíciles de observar en la naturaleza.
- Servicios para eventos como matrimonios, conciertos musicales al aire libre, cumpleaños, muestras a público, etc.
- Desde finales del año 2004, el JBN se asociaba con la empresa «SURAMERICA» para desarrollar un proyecto del deporte aventura para visitar el dosel forestal, que contemplaba un circuito de puentes de cimbra, colgantes, tibetanos y dos tirolesas (cable de transporte) entre las copas de árboles de gran altura.